# Sechium villosum
Sechium villosum là một loài thực vật có hoa trong họ Cucurbitaceae.

## Lịch sử phân loại
Loài này được Richard P. Wunderlin miêu tả khoa học đầu tiên năm 1976 dưới danh pháp Frantzia villosa. Năm 1978, Charles Jeffrey đề xuất mở rộng chi Sechium để gộp các loài của các chi Frantzia / Polakowskia (= Frantzia sect. Polakowskia), và tái tổ hợp danh pháp cho loài này thành Sechium villosum.
Nghiên cứu di truyền phân tử của Sebastian et al. (2012) cho thấy Sechium nghĩa rộng là đa ngành, với các loài ban đầu được xếp trong các chi Frantzia và Polakowskia dường như không có quan hệ họ hàng gần với phần còn lại của Sechium nghĩa rộng cũng như với Sicyos; cụ thể thì 6 loài từng được liệt kê trong Frantzia tạo thành một nhánh có quan hệ họ hàng gần với Echinopepon spp.; và chúng chỉ có quan hệ họ hàng xa với Sicyos cũng như Sechium nghĩa hẹp.
Do loài điển hình của Sechium là Sechium edule lồng trong Sicyos nên việc hợp nhất Sechium nghĩa hẹp với Sicyos sẽ làm cho Sechium chỉ được coi là đồng nghĩa muộn của Sicyos, nhưng điều này cũng làm cho việc phục hồi chi Frantzia trở thành có cơ sở và có ý nghĩa. Tuy nhiên, tới thời điểm năm 2024 thì World Flora Online ghi nhận Frantzia villosa và Sechium villosum như là các đơn vị phân loại không được đặt vào đâu; còn The Plants of the World Online thì ghi nhận Frantzia villosa như là từ đồng nghĩa của Sechium villosum và nó không được đặt vào đâu.

## Từ nguyên
Tính từ định danh villosa / villosum nghĩa là có lông nhung, để chỉ tình trạng nhiều lông che phủ của loài này như mô tả dưới đây.

## Mô tả
Cây leo đơn tính cùng gốc, có tua cuốn; thân 5-10 rãnh, có lông nhung, trở thành nhẵn nhụi khi già. Lá đơn, phiến lá dài và rộng 22–25 cm, hình gần tròn, đỉnh nhọn thon, gốc lá hình tim xẻ sâu, 5 thùy nông, mép lá có răng cưa tuyến, dạng giấy, mặt trên có mụn nhỏ, thưa lông nhung, mặt dưới thưa lông nhung, đặc biệt là trên các gân, 3 gân, 2 gân bên chia tại đáy và chia lại gần đáy; cuống lá dài ~9 cm, thanh mảnh, có lông nhung, có rãnh; tua cuốn 5 nhánh rõ ràng với 2-4 nhánh phát triển tốt, thưa lông nhung, phân nhánh rõ ở phía trên đáy mỗi nhánh. Cụm hoa đực ở nách lá, hình chùy-chùm hoa, ra hoa gần hết chiều dài, hoa mọc thành các cụm hình tán, trục cán hoa dài 20–25 cm, thanh mảnh, có lông nhung; cuống hoa hình chỉ, dài 5–20 mm, có lông nhung. Hoa đực màu xanh lục; đài hoa hình chuông rộng, có lông nhung, dài ~1 mm, đường kính 5–7 mm, 5 thùy, hình mác-thẳng, dài 6–8 mm, rộng 1 mm ở đáy, tỏa rộng, 3 gân dọc gần hết theo chiều dài; tràng hoa 5, hình mác rộng, dài 8–10 mm, rộng 4–5 mm ở đáy, đỉnh nhọn, tỏa rộng, 7 gân dọc theo gần hết chiều dài, mặt ngoài có lông nhung, mặt trong nhẵn nhụi; tuyến mật 10, tạo thành một đệm hình cầu lõm ở đáy cột nhị, mỗi tuyến mật mở một lỗ ở phần ngoại biên; nhị 5, các chỉ nhị hợp nhất theo chiều dài của chúng thành một cột thanh mảnh dài ~3 mm, bao phấn không cuống, hợp sinh, vỏ bao phấn uốn cong, tạo thành một đầu không đều đường kính ~3 mm. Không thấy hoa cái, dường như là đơn độc hoặc ít hoa ở cùng nách lá với cụm hoa đực. Quả hình trứng hẹp đến hình thoi rộng, dài ~4,5 cm, rộng 2,5 cm, nhọn đáy, bề mặt có lông nhung, có lỗ nông, có rãnh nông, dường như không nứt, dạng gỗ và xơ, 1 hạt; hạt không ở tình trạng phù hợp để mô tả chính xác.

## Phân bố
Loài đặc hữu Costa Rica.